# Ronny García
Ronny García es un fotógrafo fine-art de Barranquilla, Colombia, radicado en Santiago de Chile desde 2009

## Trayectoria
El principal método de difusión de su obra en un comienzo fue la red social Flickr y la plataforma para fotógrafos EyeEm. Fue finalista de los EyeEm Awards 2015 en la categoría de retrato, expuesto en Nueva York y Berlín.
En 2016 fue seleccionado por la fotógrafa documental española Cristina de Middel para realizar la exposición colectiva "Si-Bilis-No"  en el Centro Cultural de España en Santiago.
Durante este año también fue embajador de la marca LG y realizó diversas campañas publicitarias.
En 2017 realizó la exposición individual "Sublimación" en la Academia Fotográfica de Chile, donde expuso una muestra de más de 20 obras, principalmente autorretratos.
En 2018 ganó medalla de oro en el concurso de fotografía mundial TRIERENBERG SUPER CIRCUIT y fue publicado en sus libros.
Durante este año también participó en la muestra fotográfica de la Revista Imagenario en el Instituto Profesional Arcos, donde se reconoció el trabajo de 40 autores que participaron durante el tercer aniversario de la revista.
En 2019 se convirtió en embajador de la marca Sony como Alpha Partner, y realizó campañas publicitarias para Adobe Latinoamérica. Además fue finalista en la World Photographic Cup, representó al equipo de Chile. 